# Campeonato Europeo de Rugby League 1938/39
El Campeonato Europeo de Rugby League de 1938/39 fue la quinta edición del principal torneo europeo de Rugby League.

## Equipos
- Francia
- Gales
- Inglaterra

## Posiciones
| Equipo     | Encuentros | Encuentros | Encuentros | Encuentros | Tantos  | Tantos    | Tantos     | Puntos |
| Equipo     | jugados    | ganados    | empatados  | perdidos   | a favor | en contra | diferencia | Puntos |
| ---------- | ---------- | ---------- | ---------- | ---------- | ------- | --------- | ---------- | ------ |
| Francia    | 2          | 2          | 0          | 0          | 28      | 19        | +9         | 4      |
| Gales      | 2          | 1          | 0          | 1          | 27      | 25        | +12        | 2      |
| Inglaterra | 2          | 0          | 0          | 2          | 18      | 29        | -11        | 0      |

Nota: Se otorgan 2 puntos al equipo que gane un partido, 1 al que empate y 0 al que pierda.
|  | Campeón |

## Resultados
| 5 de noviembre de 1938 | Gales | 17 - 9 | Inglaterra |  |  |

| 25 de febrero de 1939 | Inglaterra | 9 - 12 | Francia |  |  |

| 16 de abril de 1939 | Francia | 16 - 10 | Gales |  |  |

| Bandera de Francia |
| Campeón Francia    |
| Primer título      |